# شارع الحمام (السلط)

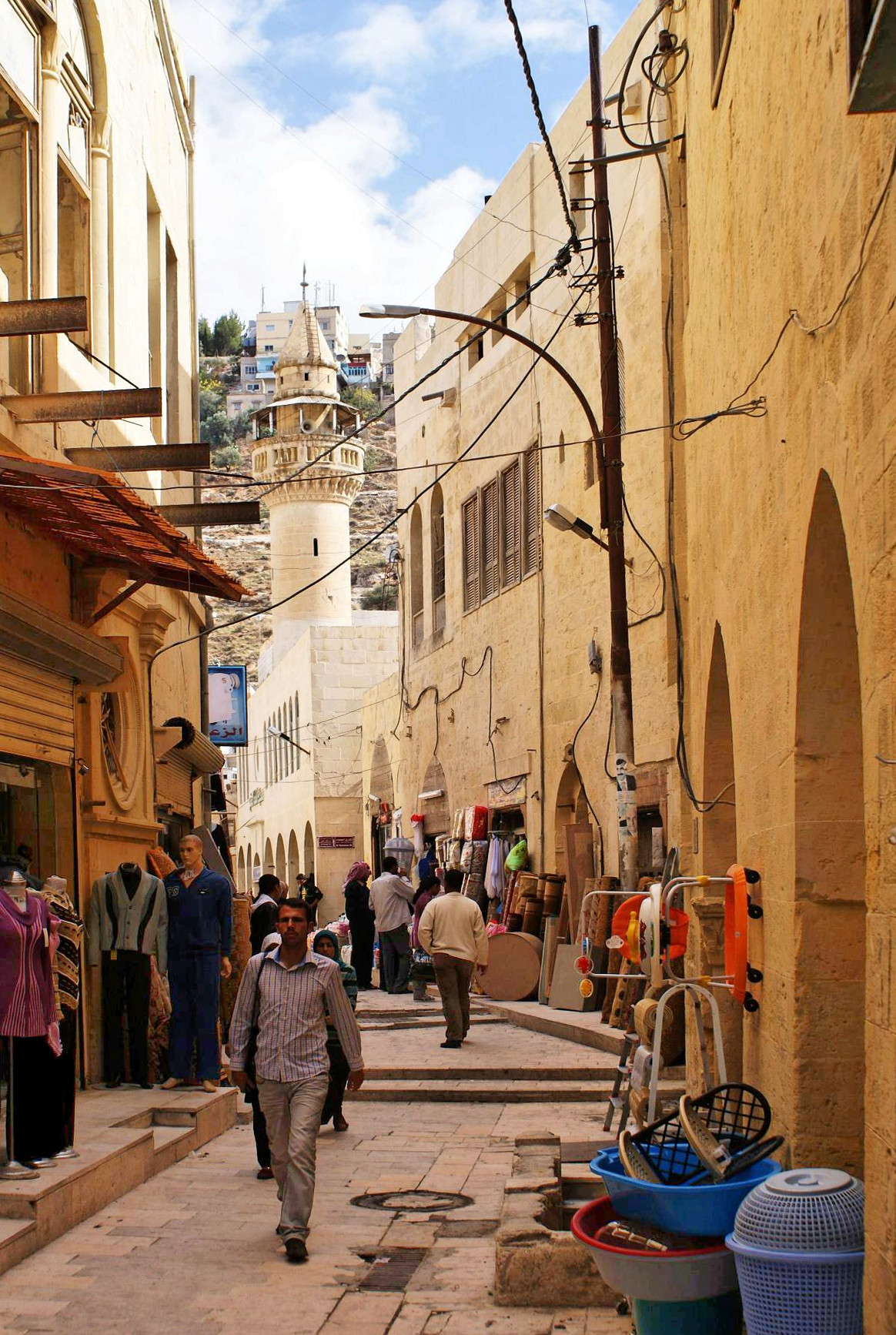
شارع الحمّام، ضمن مسار السلط التراثي. يظهر مسجد السلط الصغير.

شارع الحمّام هو مسلك تراثي يقع في وسط مدينة السلط في الأردن، ويمتد قرابة 280 متر داخل البلدة القديمة. تم إنشاؤه في نهاية القرن التاسع عشر، وقد سُمي بهذا الاسم نسبةً إلى وجود حمام تركي في وقت متأخر من ثلاثينيات القرن العشرين. يُذكر أن بلدية السلط بدأت بتبليط أرضية السوق بالحجر الأبيض المدور اعتبارا من سنة 1923. وهو اليوم جزء من مسار السلط التراثي الذي تم استحداثه في 2010.

## التصميم
يتميز الشارع بوجود المحال التجارية في الطوابق الأرضية والشقق السكنية في الطوابق العليا. ويعكس الطراز المعماري للأبنية الفترة الزمنية التي اُسس فيها الشارع والتي تعود للفترة مابين 1881 - 1918. أما النظام الإنشائي في تلك الفترة، فهو مميز بوجود العقود والقناطر والجدران السميكة التي تصل إلى متر أحيانا، والشبابيك ذات الأقواس المدببة والمحدبة. وقد اُنشئت الأبنية من الحجر الأصفر المميز للأبنية في مدينة السلط. يتميز الطابق الثاني عادة في جميع أبنية الشارع بعدد كبير من الفتحات المطلة على الشارع مباشرة وتضم الفتحات تواجد لشباكين أو ثلاث شبابيك.

## وصلات خارجية
- شارع الحمام في السلط يقودك إلى عبق التراث | عمّان نت